# La Pouëze
La Pouëze is een plaats en voormalige gemeente in het Franse departement Maine-et-Loire in de regio Pays de la Loire en telt 1424 inwoners (1999). De plaats maakt deel uit van het arrondissement Segré.

## Geschiedenis
De La Pouëze maakte tot sinds deel uit van het kanton Le Lion-d'Angers. Toen dit kanton op 22 maart 2015 werd opgeheven werd de gemeente overgeheveld naar het kanton Chalonnes-sur-Loire. Op 28 december 2015 werd de gemeente opgeheven en opgenomen in de op die dag gevormde commune nouvelle Erdre-en-Anjou, die onder het kanton kanton Tiercé viel, hierdoor veranderde La Pouëze opnieuw van kanton.

## Geografie
De oppervlakte van La Pouëze bedraagt 22,1 km², de bevolkingsdichtheid is 64,4 inwoners per km².
De onderstaande kaart toont de ligging van La Pouëze met de belangrijkste infrastructuur en aangrenzende gemeenten.

## Demografie
Onderstaande figuur toont het verloop van het inwonertal.
Brain-sur-Longuenée · Gené · La Pouëze · Vern-d'Anjou